# 陳耀祖
陳 耀祖（ちん ようそ、1892年〈光緒18年〉 - 1944年〈民国33年〉4月4日）は中華民国の政治家。南京国民政府（汪兆銘政権）の要人。汪兆銘夫人・陳璧君の実弟である。

## 事績
1926年（民国15年）11月、広東省政務委員会委員となる。翌年3月、代理建設庁庁長に任ぜられた。11月、広州市工務局局長に異動している。1932年（民国21年）1月、国民政府の鉄道部常務次長代理となる。3月、同部財務司司長となって、1936年（民国25年）4月までつとめた。翌年6月、広東省政府委員となっている。
1939年（民国28年）8月、陳耀祖は中国国民党第6期（汪派）で執行委員に選出された。翌月の9月には広東省党部主任委員を兼任している。1940年（民国29年）3月30日、南京国民政府（汪兆銘政権）が成立すると、陳耀祖は中央政治委員会指定委員に選出され、以後4期までつとめた。4月、広東省政府主席代理（陳公博の代理）兼建設庁庁長兼保安司令に任ぜられた。11月、正式に広東省政府主席となり、その翌月には中央政治委員会副主任委員となった。この陳耀祖の人事には、陳璧君の後押しがあったとされる。
1942年（民国31年）6月、陳耀祖は広州市市長も兼ね、広東省の全権を一手に掌握した。翌年1月、省政府主席から省長へと改組される。同年中にフランス専管租界接収委員、新国民運動促進委員会広東省主任委員も務めている。
1944年（民国33年）4月4日、陳耀祖は広州で暗殺された。享年53。